# Central Park West Historic District
 Central Park West Historic District is een gebied in het New Yorkse stadsdeel Manhattan en gelegen aan de avenue Central Park West tussen 61st en 97th Street. Het gebied omvat gebouwen uit de periode tussen het einde van de 19e eeuw en het begin van de jaren 40 van de 20e eeuw.
Het gebied is een federaal historic district en opgenomen in het National Register of Historic Places sinds 1982.